# Ispalatset (Sankt Petersburg)
Ispalatset (ryska: Ледовый Дворец, Ledovy Dvorets) är en inomhusarena i Sankt Petersburg, Ryssland. Den byggdes inför VM i ishockey 2000 och öppnades 1999. Publikkapaciteten är 12 300.
Ispalatset används främst för ishockey och är hemmaplan för SKA Sankt Petersburg. I arenan avgjordes Europeiska klubbmästerskapet i ishockey åren 2005, 2006, 2007 and 2008. Hallen används också för konserter, utställningar och som skridskobana.
Sting spelade här under sin Symphonicities Tour den 13 september 2010, tillsammans med The Royal Philharmonic Orchestra.